# Keine Zähne im Maul aber La Paloma pfeifen (Album)
Keine Zähne im Maul aber La Paloma pfeifen ist das inoffizielle Debütalbum von Keine Zähne im Maul aber La Paloma pfeifen. Es erschien 2008 als selbst gebrannte CD-R und im Dezember 2015 als LP. Die Vinylauflage veröffentlichte das Kieler Label JanML Records in Zusammenarbeit mit dem Bremer Label Crauts Recordings.

## Titelliste
1. Knack den Code – 2:57
2. D. B. D. D. H. K. P. – 3:10
3. Halbe Stadt von unten – 3:26
4. Schnee schieben – 2:48
5. Wir schlafen lieber im Bus – 3:10
6. Heimlich Bluez – 2:27
7. Und immer noch nicht gebumst – 2:40
8. Dem Teufel Geld – 3:58
9. Prüne 14 – 3:34
10. Die Säge muss sägen – 2:39
11. Salute – 2:29
12. Stalinorgel – 4:05

## Rezeption
Im Dezember 2015 erschien das eigentliche erste Album der Kieler auf LP und erst dann wurde das Album auch bundesweit besprochen. Die Originalaufnahmen aus dem Jahr 2008 erhielten gute Kritiken, das Ox-Fanzine vergab 9/10 Punkten: "Wer erst durch die letzten beiden Alben auf das Kieler Trio gestoßen ist, wird erstaunt sein, wie ausgereift bereits das Debüt war." Die Zeitschrift Plastic Bomb versteht derweil den Grund für den Re-Release: "In den vergangenen Monaten ist diese norddeutsche Band ziemlich kometenhaft aufgestiegen, so dass es durchaus verständlich ist, das man das Frühwerk der Band noch einmal veröffentlicht. (…) Egal, mir gefallen die Songs von KZIMALP außerordentlich gut, da sie sich einfach wunderbar anders anhören als viele andere Bands." Das Magazin Visions bescheinigt der Band in seiner Kritik einen raueren Sound und prägnanteren Bass als bei den Nachfolgern und "die elektronischen Spielereien fügen sich noch nicht so organisch in den Gesamtsound ein".

## Sonstiges
Jochen Gäde schreibt meistens fragmentarische Songtexte. Der Song D.B.D.D.H.K.P ist ein Beispiel dafür. In dem Lied Wir schlafen lieber im Bus geht es um das Label Grand Hotel Van Cleef.